# HMS Revenge (1805)
HMS Revenge (Корабль Его Величества «Ревендж») — 74-пушечный линейный корабль третьего ранга. Девятый корабль Королевского флота, названный Revenge. Он был разработан сэром Джоном Генсло как один из больших 74-пушечных кораблей и нёс на верхней орудийной палубе 24-фунтовые пушки, вместо устанавливаемых на обычных 74-пушечных кораблях 18-фунтовых. Был единственным кораблём своего типа. Заложен в августе 1800 года. Спущен на воду 13 апреля 1805 года на королевской верфи в Чатеме. 

## Служба
21 октября 1805 года Revenge под командованием капитана Роберта Мурсома, входил в состав колонны вице-адмирала Катберта Коллингвуда в битве при Трафальгаре. Он был восьмым кораблем в линии между Achille и Polyphemus. В начале сражения Revenge вступил в бой с испанским 74-пушечным кораблем San Ildefonso. Затем он перевел свой огонь на французский 74-пушечный корабль Achille, нанеся тому серьезные повреждения оставил противника на другие подходящие британские корабли а сам попытался прорезать линию противника и сцепился с французским 74-пушечным Aigle. Прежде чем корабли смогли освободиться, Revenge успел дать по противнику два бортовых залпа, после чего сам попал под сокрушительный огонь испанского 112-пушечного Principe-de-Asturias. Затем он был атакован также двухдечными Neptune, Indomptable и San-Justo, которые продолжали обстреливать его, пока к нему на помощь не подошли два британских корабля Dreadnought и Thunderer. Revenge сильно пострадал от огня противника, лишился почти всех мачт, получил девять пробоин корпуса ниже ватерлинии, у него было разбито несколько орудийных портов гондека. Он также понес тяжелые потери — 28 человек убитыми и 51 ранеными, в том числе был тяжело ранен капитан корабля.
В 1806 году под командованием капитана Джона Гора принимал участие в блокаде Рошфора. 16 июля 1806 года шлюпки с Prince-of-Wales, Centaur, Monarch, Revenge и других кораблей эскадры блокирующей Рошфор приняли участие в нападении на два французских корвета и конвой в устье реки Бордо. Крупнейший эскорт, 18-пушечный Caesar, был взят на абордаж и захвачен. При этом шлюпка с Revenge под командованием лейтенанта Чарльза Маннерса была разбита ядром, сам лейтенант погиб, а остальные 19 человек попали в плен к французам.
25 сентября французская эскадра из пяти фрегатов и двух корветов под командованием коммодора Элеонора-Жан-Николя Солейла попыталась прорвать блокаду Рошфора чтобы доставить припасы и войска во французскую Вест-Индию. Английская эскадра перехватила конвой, что привело к сражению 25 сентября 1806 года, в котором англичане смогли захватить четыре фрегата: Armeide, Minerva, Indefatigable и Gloire. Фрегат Thetis и корвет Sylphe сбежали вместе с Lynx, который сумел уйти от преследования Windsor Castle. Revenge находился слишком далеко с наветренной стороны от противника и не успел принять участия в сражении.
В апреле 1809 года Revenge под командованием капитана Чарльза Пейджа принял участие в блокаде французского флота на 
Баскском рейде. 12 апреля, когда британцы вступили в бой с французским флотом, Revenge также принял участие в сражении, 
вместе с Valiant и Pallas вынудив сдаться французские корабли Aquilon и Ville de Varsovie.
В октябре 1810 года Revenge, после пятичасовой погони, захватил французский капер Vauteur в районе Шербура. Vauteur был вооружен 16 пушками, но он выбросил 14 из них за борт, пытаясь уйти от погони. Он вышел из Дьепа 45 часов назад и не успел захватить ни одного приза. Оказалось что это бывший британский куттер John Bull из Плимута, так что он был восстановлен в составе Королевского флота в Плимуте 19 октября.
Revenge оставался на службе до 1842 года когда он был выведен из эксплуатации и переведен в резерв. Он был отправлен на 
слом и разобран в 1849 году.